# Sorcerer (film)
Sorcerer is een Amerikaanse avonturenfilm uit 1977 geregisseerd door William Friedkin, met onder meer Roy Scheider, Bruno Cremer en Francisco Rabal. De film is een nieuwe versie van de Frans-Italiaanse film Le Salaire de la peur uit 1953.
De in Europa uitgekomen versie is 28 minuten korter dan het origineel. De filmmuziek, gebruikt in de film, is van Tangerine Dream en verscheen op het album Sorcerer. In 2014 verscheen de totale filmmuziek op het album Sorcerer 2014.

## Verhaal
Vier gezochte criminelen houden zich schuil in een afgelegen dorp in Nicaragua.
Een oliebron enkele honderden kilometers verderop is in brand gevlogen en kan alleen met explosieven worden geblust. De criminelen krijgen de kans veel geld te verdienen door twee vrachtwagens met dynamiet naar de brand te rijden. Onderweg loeren er verschillende gevaren, onder meer een touwbrug die ze weten over te steken, een boom die de weg verspert en een groep bandieten.

## Rolverdeling
| Acteur                | Personage                       |
| --------------------- | ------------------------------- |
| Roy Scheider          | Jackie Scanlon / Juan Dominguez |
| Bruno Cremer          | Victor Manzon / Serrano         |
| Francisco Rabal       | Nilo                            |
| Amidou                | Kassem / Martinez               |
| Ramon Bieri           | Corlette                        |
| Peter Capell          | Lartigue                        |
| Karl John             | Marquez                         |
| Friedrich von Ledebur | Carlos                          |
| Chico Martínez        | Bobby Del Rios                  |
| Joe Spinell           | Spider                          |
| Rosario Almontes      | Agrippa                         |
| Richard Holley        | Billy White                     |
| Anne-Marie Deschodt   | Blanche                         |
| Jean-Luc Bideau       | Pascal                          |
| Jacques François      | Lefevre                         |